# 築地市場駅

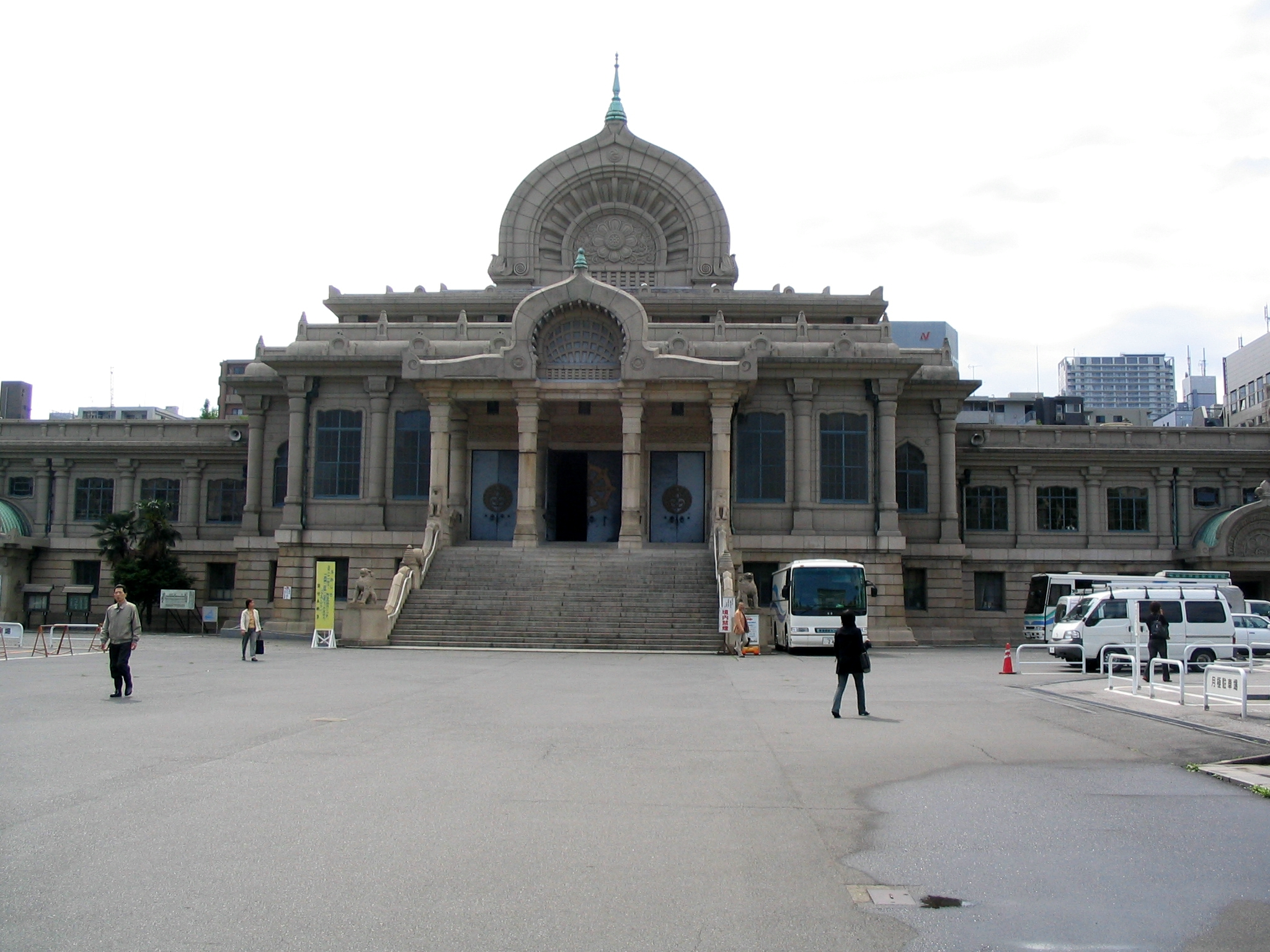
築地本願寺

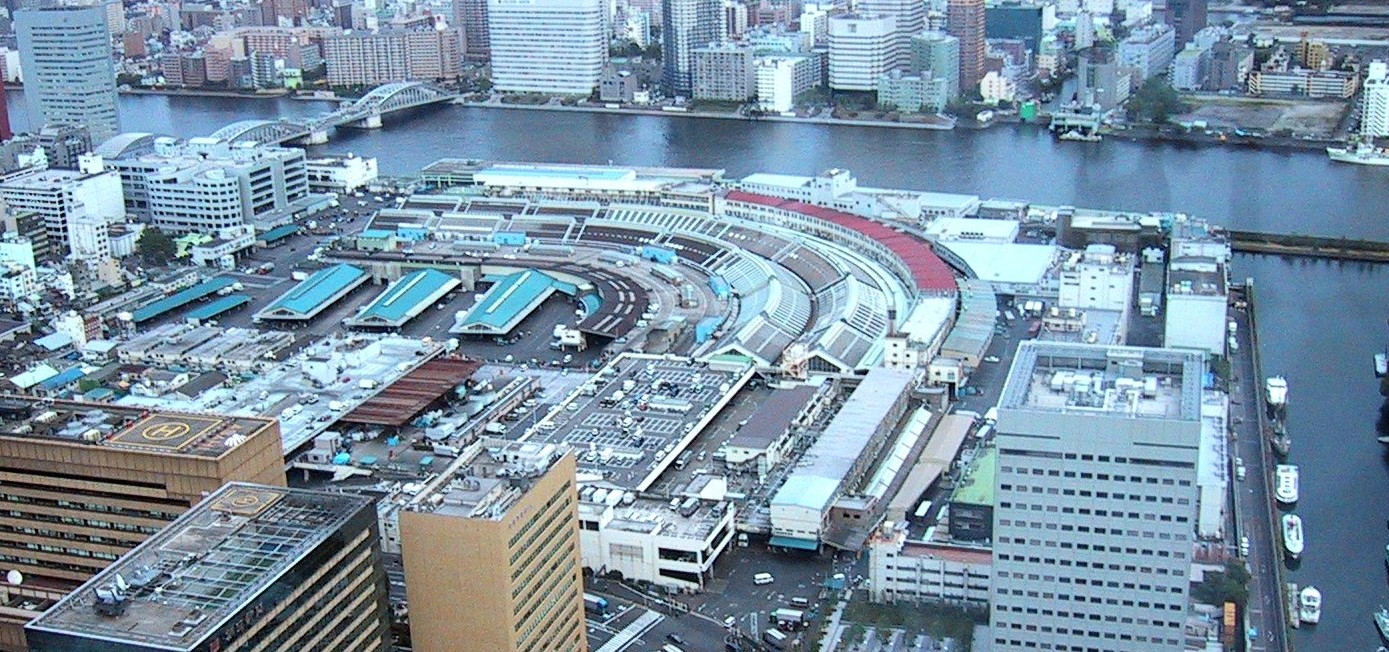
築地市場（築地市場の向かい側は朝日新聞東京本社）

築地市場駅（つきじしじょうえき）は、東京都中央区築地五丁目にある、東京都交通局（都営地下鉄）大江戸線の駅。駅番号はE 18。

## 歴史
- 2000年（平成12年）12月12日：都営地下鉄大江戸線全線開通時に開業。
- 2007年（平成19年）3月18日：ICカード「PASMO」の利用が可能となる[2]。
- 2011年（平成23年）9月24日：ホームドアが稼働開始。

## 駅構造
島式ホーム1面2線の地下駅。

### のりば
| 番線 | 路線         | 行先             |
| ---- | ------------ | ---------------- |
| 1    | 都営大江戸線 | 両国・春日方面   |
| 2    | 都営大江戸線 | 大門・六本木方面 |

（出典：都営地下鉄:駅構内図）

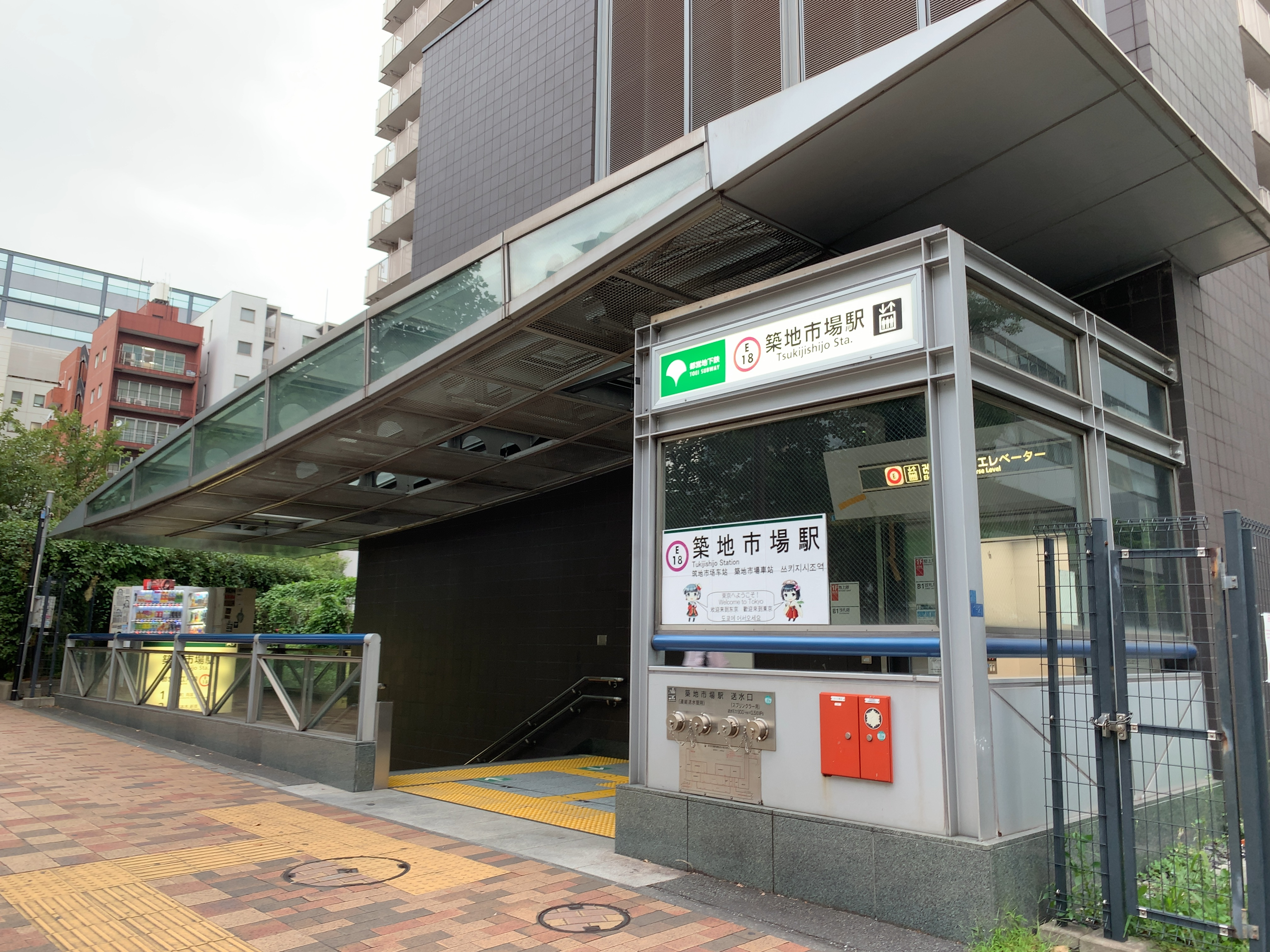
A3番出入口（2019年9月28日撮影）
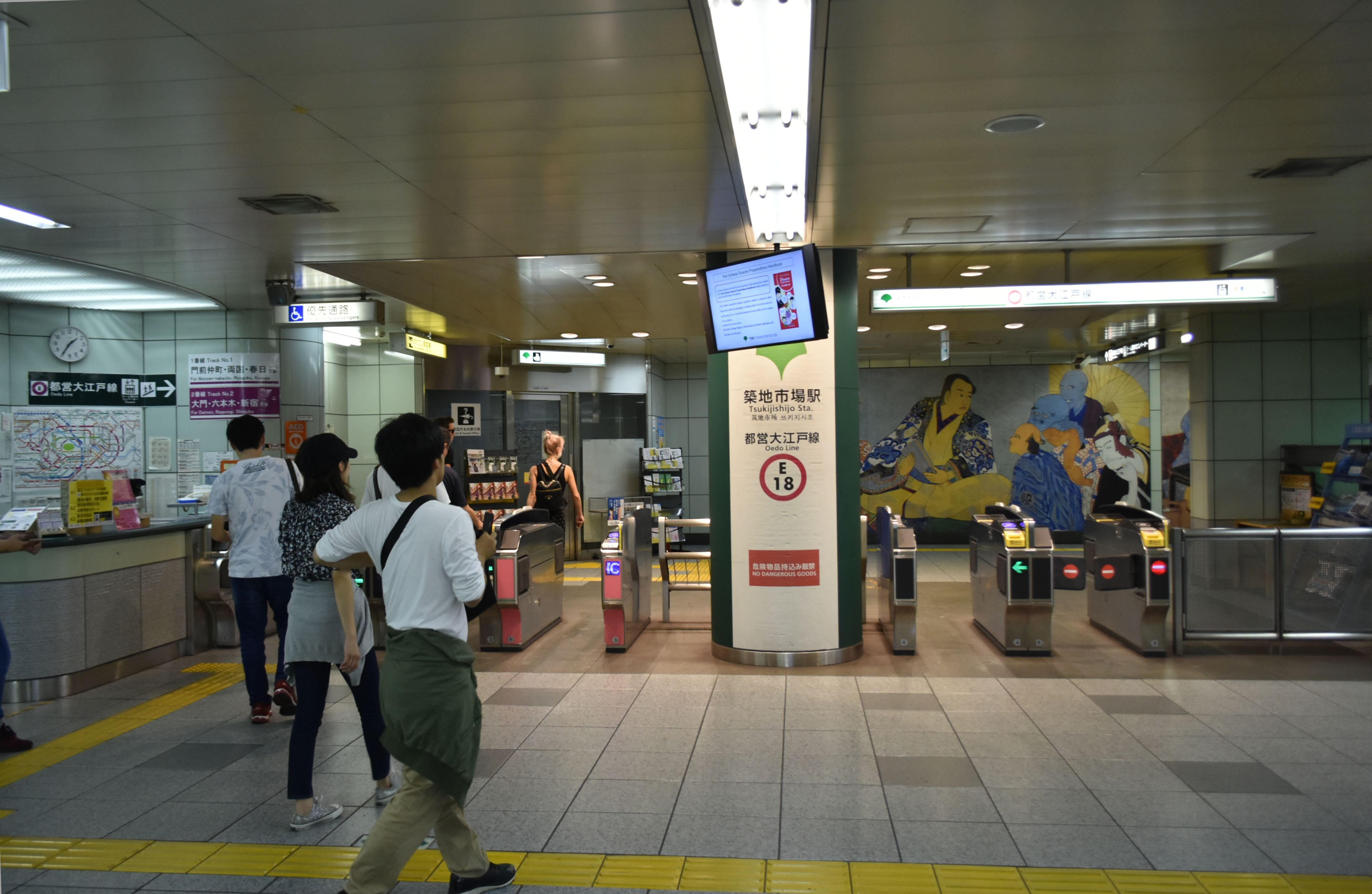
改札口（2018年10月7日撮影）
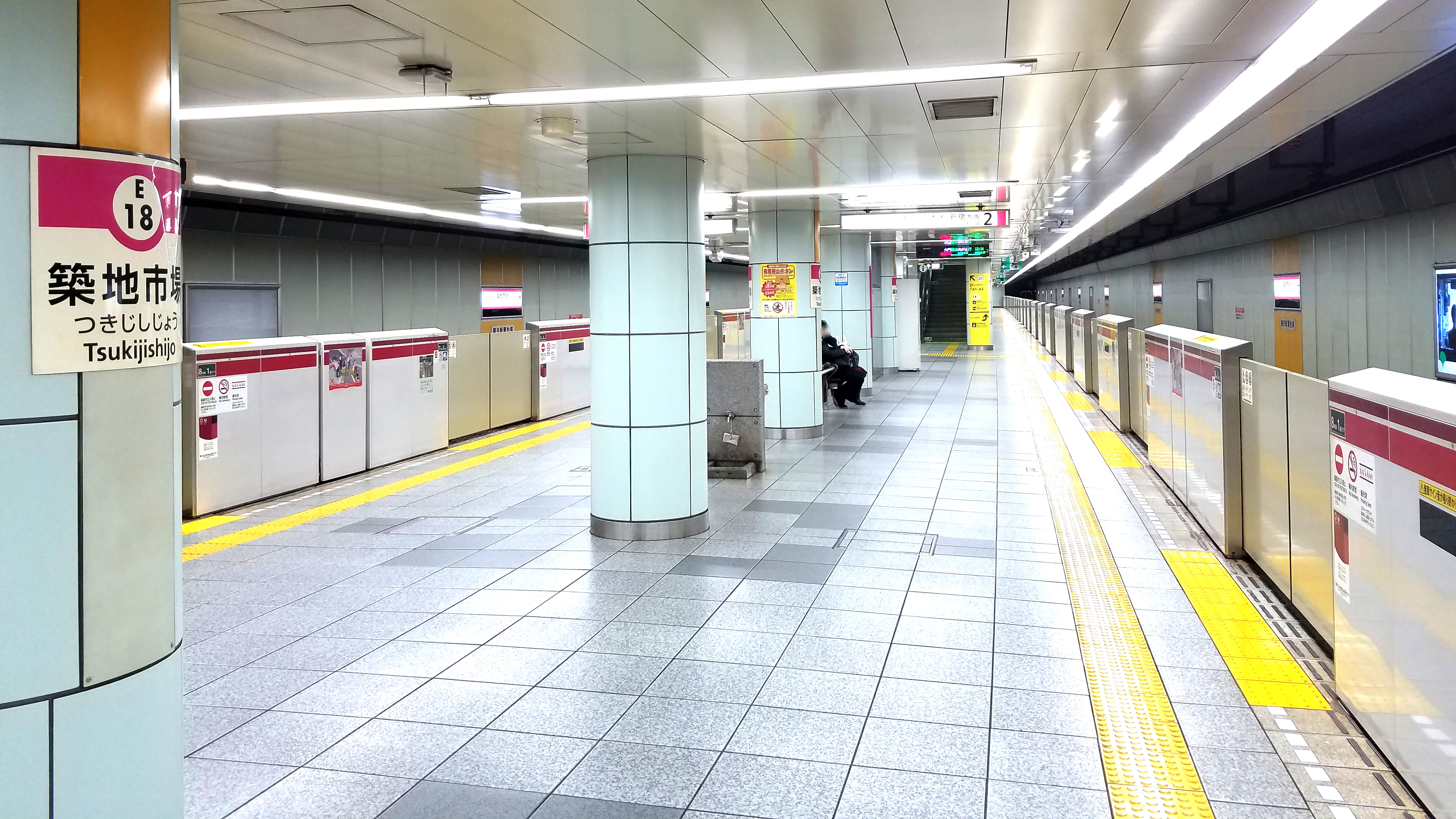
ホーム（2019年12月1日）

## 利用状況
2023年（令和5年）度の1日平均乗降人員は23,148人（乗車人員：11,059人、降車人員：12,089人）である。開業当初の乗車人員の見込みは、10,000人であった。2018年度は築地市場の閉鎖もあり、前年度の数値から減少している。
開業以来の1日平均乗降・乗車人員の推移は下表の通り。
| 年度               | 1日平均 乗降人員 | 1日平均 乗車人員 | 出典     |
| ------------------ | ---------------- | ---------------- | -------- |
| 2000年（平成12年） |                  | 5,845            | [ * 1 ]  |
| 2001年（平成13年） |                  | 6,907            | [ * 2 ]  |
| 2002年（平成14年） |                  | 8,027            | [ * 3 ]  |
| 2003年（平成15年） | 19,647           | 9,205            | [ * 4 ]  |
| 2004年（平成16年） | 20,452           | 9,564            | [ * 5 ]  |
| 2005年（平成17年） | 20,845           | 9,786            | [ * 6 ]  |
| 2006年（平成18年） | 21,710           | 10,243           | [ * 7 ]  |
| 2007年（平成19年） | 22,775           | 11,003           | [ * 8 ]  |
| 2008年（平成20年） | 23,170           | 11,348           | [ * 9 ]  |
| 2009年（平成21年） | 22,448           | 11,127           | [ * 10 ] |
| 2010年（平成22年） | 22,093           | 10,920           | [ * 11 ] |
| 2011年（平成23年） | 21,708           | 10,646           | [ * 12 ] |
| 2012年（平成24年） | 23,820           | 11,774           | [ * 13 ] |
| 2013年（平成25年） | 25,677           | 12,659           | [ * 14 ] |
| 2014年（平成26年） | 27,365           | 13,504           | [ * 15 ] |
| 2015年（平成27年） | 33,000           | 16,327           | [ * 16 ] |
| 2016年（平成28年） | 33,646           | 16,605           | [ * 17 ] |
| 2017年（平成29年） | 32,729           | 16,134           | [ * 18 ] |
| 2018年（平成30年） | 30,264           | 14,803           | [ * 19 ] |
| 2019年（令和元年） | 26,265           | 12,736           | [ * 20 ] |
| 2020年（令和02年） | 16,394           | 7,958            |          |
| 2021年（令和03年） | 17,473           | 8,459            |          |
| 2022年（令和04年） | 19,620           | 9,438            |          |
| 2023年（令和05年） | 23,148           | 11,059           |          |

## 駅周辺
駅名に示す通り、開業時は東京都中央卸売市場築地市場に隣接しており、歳末の時期には築地市場を訪れる観光客で相当混雑する場合があった。
豊洲市場への移転に伴い築地市場（場内）は2018年10月6日に営業を終了し、施設の解体工事が行われた。跡地は環二通りの整備や再開発が予定されている。
- 築地駅（東京メトロ日比谷線） - 公式の乗換駅ではないが、至近にある。なお、当駅建設当時の仮称の駅名も「築地」だった。
- 銀座 - プラットホームが銀座寄り（昭和通りに近い場所）に位置しており、大江戸線における銀座の玄関口の役割を担っている。
- 汐留シオサイト - 1km程。なお、最寄り駅は汐留駅である。
- 朝日新聞東京本社 - 到着時の車内放送で「朝日新聞社前です」とアナウンスされる。
- 築地場外市場 - 駅の北東に商店街が広がる。
- 築地魚河岸
- 築地大橋
- 東京国税局
- 築地本願寺
- 浜離宮恩賜庭園
- 国立がん研究センター
- 新橋演舞場
- 京橋郵便局
  - ゆうちょ銀行京橋店
- 銀座郵便局
  - 窓口はゆうゆう窓口のみであり、貯金・保険などの取り扱いは行っていない。また、ゆうちょ銀行のATMも設置されていない（貯金・保険などの取り扱い窓口とゆうちょ銀行のATMは京橋郵便局にある）。

## バス路線

### 路線バス
最寄り停留所は新大橋通り上にある国立がん研究センター前となる。以下の路線が乗り入れ、東京都交通局により運行されている。
- 市01：新橋駅前行 / 豊洲市場行・市場前駅前行
- 市01急行：豊洲市場行（豊洲市場開場日の朝のみ運行）

このほか、周辺にある築地五丁目および浜離宮前も最寄り停留所として案内されている（新橋駅前行は経由しない）。

### 水上バス
浜離宮内に浜離宮発着所（東京都観光汽船）と浜離宮発着場（東京都公園協会）があり、以下の路線が乗り入れており、東京都観光汽船と東京都公園協会により運行されている。
- 隅田川ライン：日の出桟橋行 / 浅草行
- 東京水辺ライン：お台場海浜公園行 / 桜橋行 / 葛西臨海公園行 / 両国行

## 築地市場移転と駅名
卸売市場としての築地中央市場は2018年10月6日で閉場したものの、商店街としての築地場外市場は存続している。卸売機能は豊洲市場（江東区）へ移ったが、東京都交通局は2018年9月の『東京新聞』の取材に対して、駅名変更は「現時点では検討の俎上にすら載っていない」とコメントしている。駅名が定着していることと、卸売施設跡地の利用方法が確定していないことを理由に挙げている。なお、移転先の豊洲では既にゆりかもめ市場前駅が存在している。

## 隣の駅
東京都交通局（都営地下鉄）
 都営大江戸線
勝どき駅 (E 17) - 築地市場駅 (E 18) - 汐留駅 (E 19)